# Interkontinentální pohár 1971
Dvanáctý ročník Interkontinentálního poháru byl odehrán ve dnech 15. a 28. prosince 1971. Ve vzájemném dvouzápase se střetli poražený finalista Poháru mistrů evropských zemí 1970/71 Panathinaikos (vítěz Ajax Amsterdam odmítl nastoupit) a vítěz Poháru osvoboditelů 1971 Club Nacional de Football. Vítězem se stal Uruguayský klub, který po prvním nerozhodném utkání zvítězil v odvetě na domácí půdě 2:1.

## 1. zápas
| 15. prosince 1971 |       |            |                                                    |
| Panathinaikos     | 1 : 1 | Nacional   | Stadion Karaiskakis, Pireus rozhodčí: Favilli Neto |
| Filakouris 48'    |       | 50' Artime | Stadion Karaiskakis, Pireus rozhodčí: Favilli Neto |

## 2. zápas
| 28. prosince 1971 |       |                |                                                         |
| Nacional          | 2 : 1 | Panathinaikos  | Estadio Centenario, Montevideo rozhodčí: William Mullan |
| Artime 34', 74'   |       | 89' Filakouris | Estadio Centenario, Montevideo rozhodčí: William Mullan |

## Vítěz
| Interkontinentální pohár 1971 Club Nacional de Football (1. vítězství) |